# Priaranza del Bierzo
Priaranza del Bierzo és un municipi de la província de Lleó a la comunitat autònoma de Castella i Lleó. Forma part de la comarca d'El Bierzo.

## Entitats Locals Menors
- Priaranza del Bierzo
- Villalibre de la Jurisdicción
- Santalla del Bierzo
- Paradela de Muces
- Villavieja
- Ferradillo (deshabitat)
- Rioferreiros (deshabitat)

## Demografia
| 1991 | 1996 | 2001 | 2004 |
| ---- | ---- | ---- | ---- |
| 1015 | 1021 | 920  | 865  |